# Вологин, Владимир Леонтьевич
Владимир Леонтьевич Вологин (1929 — 1998) — советский капитан рыболовецкого флота. Герой Социалистического Труда (1963).

## Биография
Родился  1 ноября 1929 года в Новороссийске.
С 1942 года в годы Великой Отечественной войны был юнгой гвардейского эскадренного миноносца «Сообразительный». За участие в войне Указом Президиума Верховного Совета СССР 6 ноября 1985 года Л. В. Вологин был награждён орденом Орден Отечественной войны 2-й степени.
В 1956 году окончил Ейскую школу судоводителей. С 1960 года — капитан-бригадир рыболовецкого сейнера Новороссийского рыболовецкого колхоза «Черноморец». 13 апреля 1963 года  «за выдающиеся успехи в достижении высоких показателей добычи рыбы  и производства рыбной продукции» Указом Президиума Верховного Совета СССР Владимиру Леонтьевичу Вологину было присвоено звание Героя Социалистического Труда с вручением Медали «Серп и Молот» и Орденом Ленина.
С 1966 года — председатель Геленджикского рыболовецкого колхоза имени  «Парижской коммуны». В 1975 году колхоз имени  «Парижской коммуны» добился самого большого улова рыбы за всю историю колхоза — 10 309 тонн рыбы. Среди рыболовецких сейнеров лидирующее место принадлежало рыболовецкому сейнеру «Иваси», которому за высокие производственные показатели было присвоено звание «Экипаж коммунистического труда». А его капитан-бригадир — В. Л. Вологин был награжден орденом «Знак Почёта». В 1976 году экипаж сейнера «Иваси» выполнил годовой план по добыче рыбы на 196%, выловив 2171 тонну рыбы. За высокие производственные показатели В. Л. Вологину было присвоено почетное звание «Заслуженный колхозник»
Умер 28 апреля 1998 года в Геленджике.

## Награды
- Медаль «Серп и Молот» (13.04.1963)
- Орден Ленина (1963)
- Орден Отечественной войны II степени (1985)
- Орден «Знак Почёта» (1975)

## Память
- В 1998 году одному из теплоходов Геленджикского порта было присвоено имя «Капитан Вологин».